# Alfa Romeo Giulia (2016)
L'Alfa Romeo Giulia (codice interno 952) è una berlina sportiva di segmento D prodotta dalla casa automobilistica italiana Alfa Romeo dal 19 aprile 2016 e commercializzata dalla fine di giugno dello stesso anno.

## Storia
Nel 2010 Fiat Group rilasciò un piano quadriennale che prevedeva l'uscita di una nuova vettura mid-size verso la seconda metà del 2012. Questa avrebbe dovuto avere il compito di sostituire l'Alfa Romeo 159 (che sarebbe uscita di produzione nel 2013) basandosi sul Pianale FGA Compact (condiviso con la sorella minore Giulietta) rivisitato e allungato. Posticipando l'uscita per la prima volta, la vettura doveva essere prodotta e commercializzata a partire dal 2014. Nel giro di pochi mesi però le cose cambiarono completamente, a causa della crisi economica mondiale che colpì profondamente anche il settore automobilistico e il progetto venne posticipato.
Nel 2014 la neonata Fiat Chrysler Automobiles rilasciò un nuovo piano industriale che prevedeva, come brand protagonista, proprio il marchio Alfa Romeo. Riapparve quindi una berlina media a tre volumi (nota con il codice Tipo 952), ma sparì contestualmente ogni riferimento al pianale compact della Giulietta. La futura Giulia venne quindi riconcepita da capo, su una piattaforma inedita, battezzata Giorgio. Tale pianale si distingue da tutte le altre piattaforme Alfa Romeo dei precedenti trent'anni (tranne che per i modelli in serie limitata quali la 8C Competizione e la 4C) per essere dotato di motore longitudinale e soprattutto della trazione posteriore, assente nei modelli Alfa Romeo di grande serie dal 1993, ovvero dal termine della produzione della 75.

### Presentazione

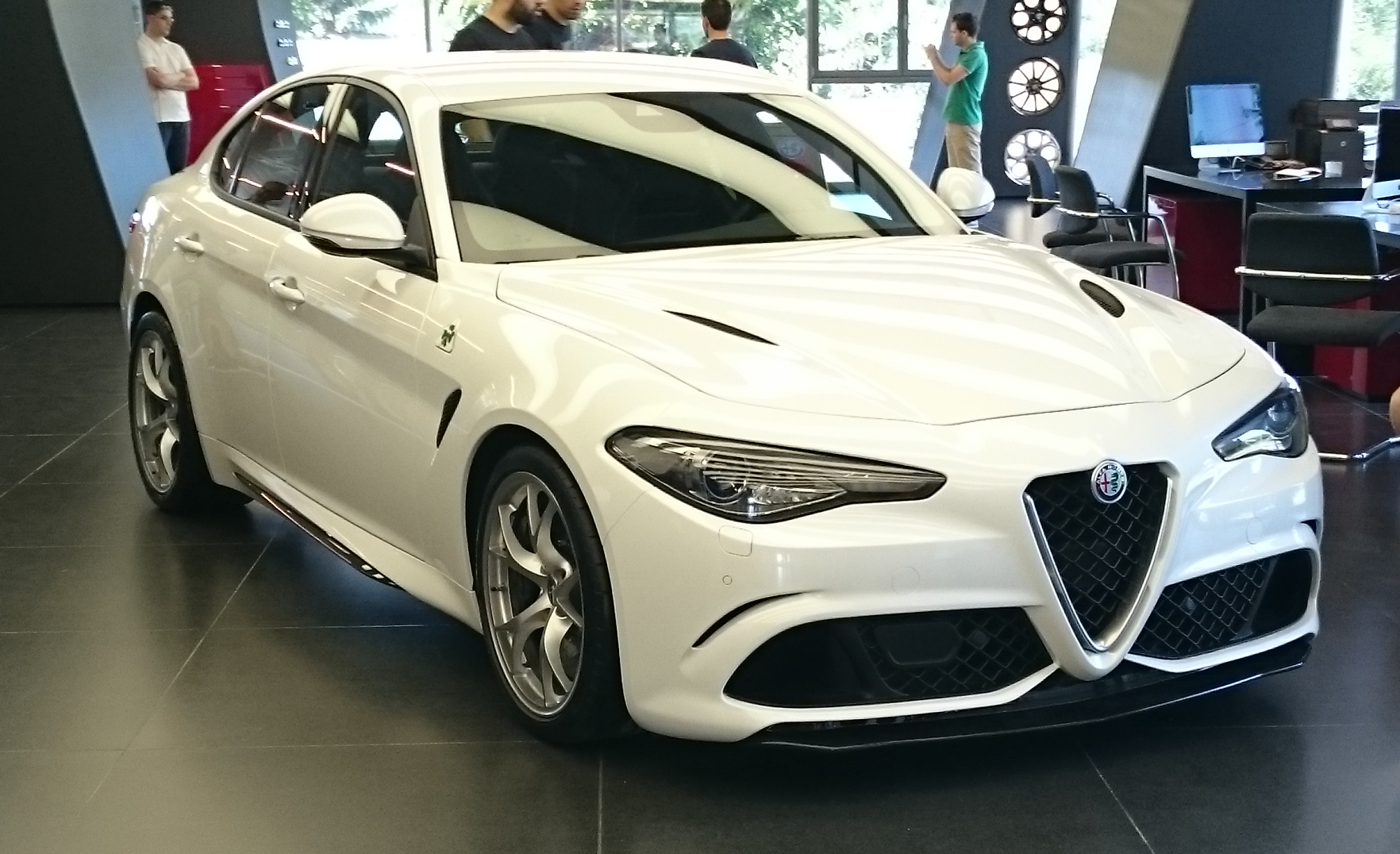
Una Giulia Quadrifoglio pre-serie al Museo Storico Alfa Romeo

La Giulia è stata lanciata in anteprima mondiale il 24 giugno 2015 — in occasione dei 105 anni del marchio — ad Arese, nel Museo storico Alfa Romeo appena ristrutturato. La vettura viene presentata con due modelli preserie unicamente nella versione Quadrifoglio e in due soli colori, rosso e bianco. Il successivo 15 settembre, al salone dell'automobile di Francoforte, Harald Wester responsabile del marchio ne svela al pubblico le caratteristiche tecniche.
Il 1º marzo 2016, in occasione del salone dell'automobile di Ginevra, vengono presentate al pubblico le versioni base, le quali sono entrate in commercio, così come la Quadrifoglio, pochi mesi dopo, in seguito alla risoluzione di alcuni problemi di natura tecnica che avevano fatto slittare la progettazione e la commercializzazione della berlina dalla fine del 2015 alla metà del 2016. In quell'occasione erano presenti due versioni Diesel da 180 CV e 150 CV, equipaggiate con il motore 2.2 litri di cilindrata interamente realizzato in alluminio. Questo quattro cilindri in linea vanta un turbocompressore a geometria variabile ad attuazione elettrica ed è caratterizzato dal sistema d'iniezione di ultima generazione MultiJet II con Injection Rate Shaping (IRS), che consente pressioni d'esercizio di 2.000 bar. Le versioni Diesel della Giulia sono equipaggiate con un cambio manuale a 6 marce oppure, a richiesta, con una trasmissione automatica a 8 rapporti.
Le versioni a benzina viene presentata con il motore GME 2.0 turbo benzina da 200 CV con tecnologia Multiair, anch'esso realizzato interamente in alluminio. In questa motorizzazione la Giulia è disponibile unicamente con cambio automatico a 8 rapporti. Alla fine del 2016 la gamma è stata ampliata con l'introduzione delle varianti diesel da 210 CV con trazione integrale Q4 e del turbo benzina da 280 CV anch'esso con trazione integrale Q4, motorizzazioni disponibili esclusivamente in allestimento Veloce, allestimento che si pone a metà tra le versioni di base e le versioni Quadrifoglio. Sempre nello stesso anno, è stata svelata la versione AE (acronimo di Advanced Efficiency), la quale è venduta in Italia solo alle flotte aziendali ed è caratterizzata da affinamenti estetici (come gli specifici cerchi in lega da 16 pollici) e meccanici per renderla più parca nei consumi; questa versione è motorizzata dal 2.2 turbodiesel da 180 CV con cambio automatico a 8 rapporti.

## Descrizione

### Tecnica
La Giulia è una berlina a tre volumi avente trazione posteriore e motore in posizione anteriore longitudinale. Questo schema meccanico è associato a precisi volumi della carrozzeria: cofano lungo, sbalzi ridotti e padiglione arretrato. La distribuzione dei pesi è omogenea: 50% all'avantreno e 50% al retrotreno. Le sospensioni sono a quattro ruote indipendenti, quadrilateri all'anteriore e multilink al posteriore. L'albero di trasmissione è in fibra di carbonio, e gran parte del telaio, parte delle sospensioni e tutti i motori sono invece in alluminio. La versione Quadrifoglio, in aggiunta, impiega elementi della carrozzeria in fibra di carbonio (cofano motore, padiglione) ed è la prima berlina media a essere dotata di soluzioni di aerodinamica attiva: l'Active Aero Splitter anteriore gestisce in modo attivo la deportanza a velocità sostenute. Il suo propulsore è il V6 2.9 biturbo: un motore 6 cilindri disposti a V di 90° turbocompresso erogante 510 CV e 600 N m di coppia massima, sviluppato in collaborazione con Ferrari.

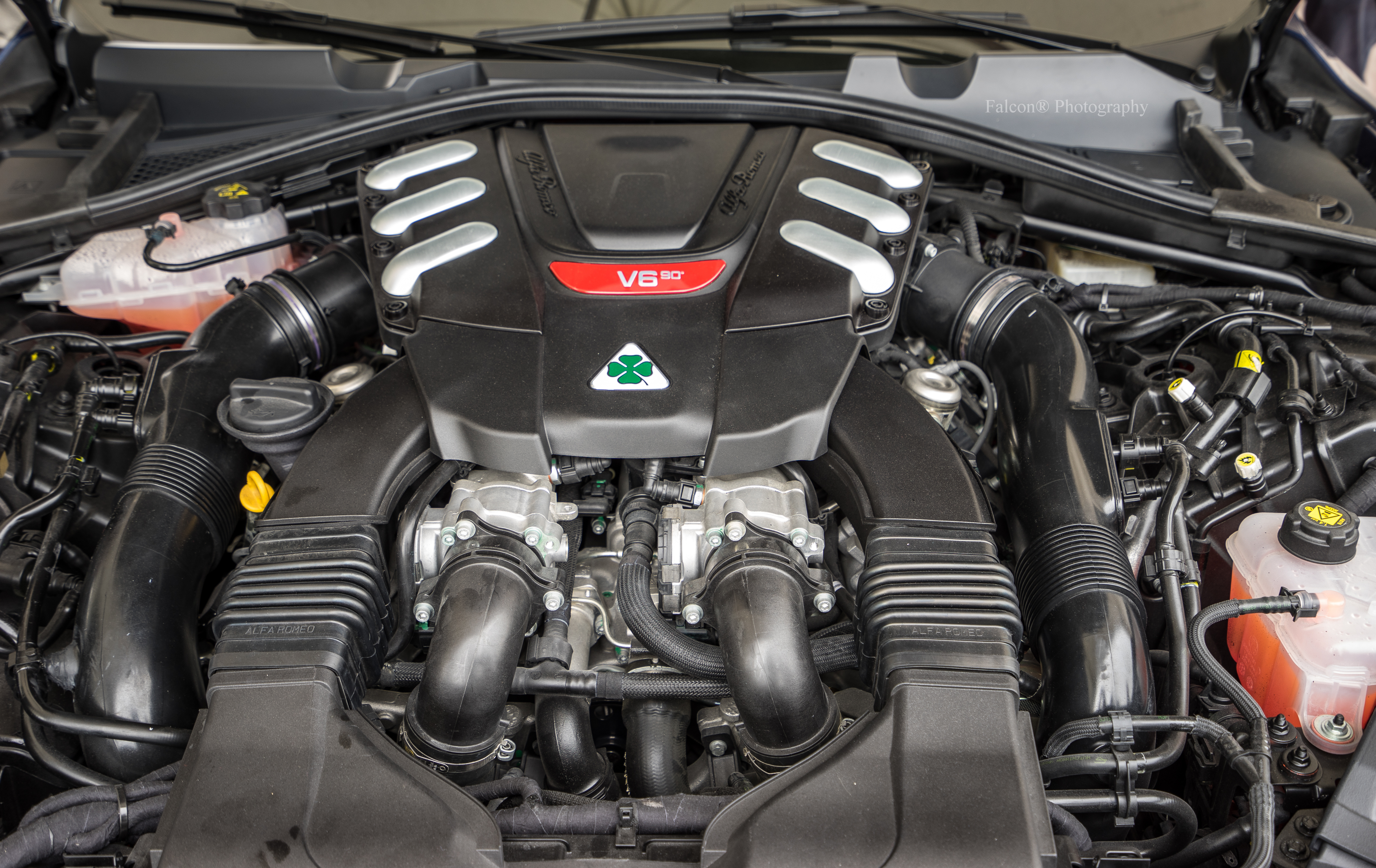
Dettaglio del V6 2.9 litri biturbo, di origine Ferrari, che equipaggia la Giulia Quadrifoglio

Per quanto riguarda le dotazioni di sicurezza, la vettura offre soluzioni avanzate comuni a tutta la gamma. Infatti, tutti i modelli della Giulia sono dotati di serie del Lane Departure Warning, del Cruise Control e dell'inedito Integrated Brake System (IBS): il dispositivo incorpora il controllo di stabilità e il servofreno, migliorando la risposta del pedale e riducendo le vibrazioni tipiche dell'ABS. Gli spazi di arresto da 100 km/h dichiarati sono di 38,5 metri per la Giulia e di appena 32 metri per la Quadrifoglio. Fra le dotazioni di serie è anche presente il Forward Collision Warning (FCW) con AEB e riconoscimento pedone, che sfrutta i sensori di bordo e una telecamera frontale.
Dalla fine del 2016 è disponibile, tra le dotazioni di sicurezza attiva, anche il cruise control adattativo, il quale mantiene, oltre alla velocità di crociera prescelta, anche una distanza di sicurezza prestabilita dagli altri veicoli. La vettura, testata dall'EuroNCAP, ha ottenuto 5 stelle, ottenendo un giudizio di 98% per quanto riguarda la protezione degli adulti, il migliore dall'introduzione delle nuove norme EuroNCAP dal 2016.

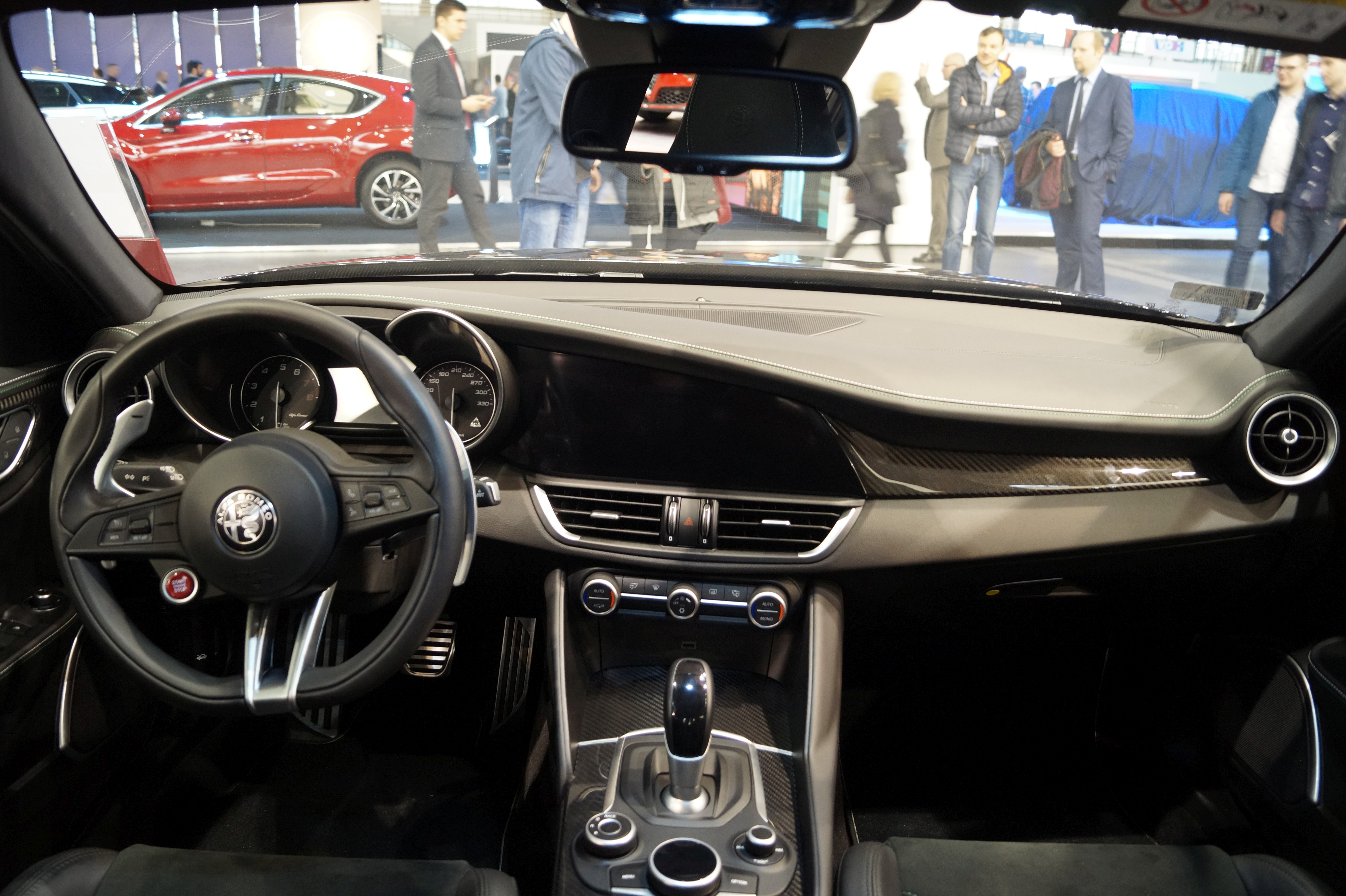
Abitacolo di una Giulia Quadrifoglio

L'Alfa Romeo Giulia Quadrifoglio, durante i test svolti nel mese di settembre 2015 sul circuito del Nürburgring, ha registrato un tempo sul giro di 7' e 39", inserendola al 40º tra le vetture più veloci del circuito. Nel settembre 2016 un esemplare della Giulia Quadrifoglio dotato del nuovo cambio automatico a 8 rapporti, ha fatto registrare un nuovo tempo record sul giro di 7' e 32", divenendo così la berlina 4 porte più veloce in assoluto sul tracciato del Nürburgring; primato mantenuto fino a novembre 2018.

### Stile
La parte stilistica, ad opera del Centro Stile Alfa Romeo sotto la supervisione di Marco Tencone e la responsabilità per gli esterni di Alessandro Maccolini, quest'ultimo già disegnatore della 4C, si rifà a quella di una sua antenata, la 156 del 1997, una delle automobili del biscione più celebri, mentre gli interni contengono ispirazioni tratte direttamente dal modelli del passato, soprattutto per quanto riguarda la strumentazione a binocolo e le bocchette laterali rotonde.

### Progettazione e produzione

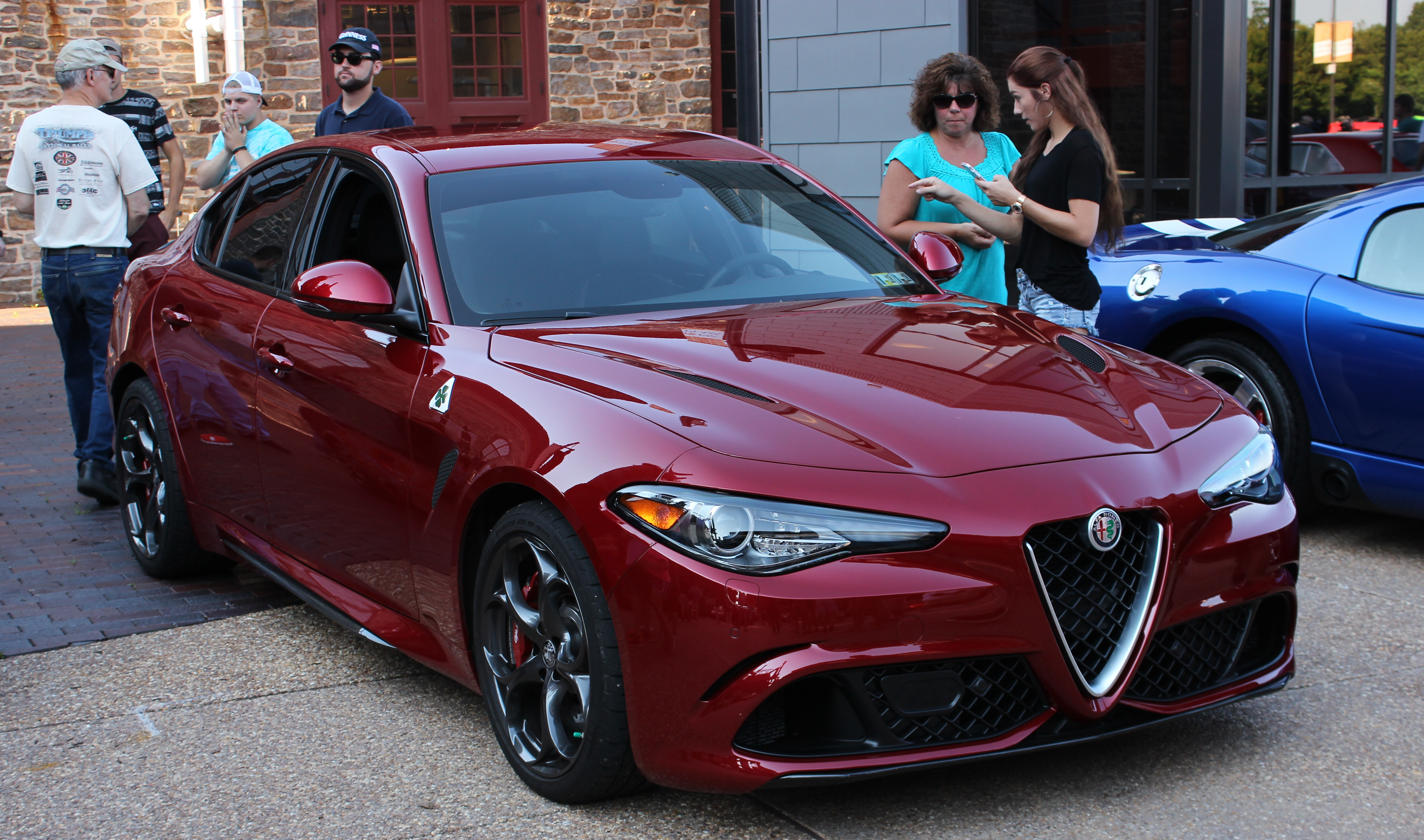
Giulia Quadrifoglio

La pre-produzione della vettura è avvenuta a Modena, dove sono stati realizzati 20 esemplari pre-serie destinati sia alla presentazione presso il museo aziendale di Arese, sia alla platea dell'EXPO 2015 di Milano; su questi modelli sono state effettuate tutte le operazioni di progettazione e test del veicolo. Il team di ingegneri ha visto la partecipazione, oltre che dei tecnici Alfa Romeo e delle società di consulenza ingegneristica, anche di personale precedentemente in forza alla Ferrari, che ha contribuito con il know-how maturato a Maranello allo sviluppo del propulsore 2.9 V6 della versione Quadrifoglio. Questo V6 deriva dal motore Ferrari F154 montato sulla California T, con cui condivide alesaggio, corsa, cilindrata unitaria e angolo tra le bancate, pur avendo una potenza specifica superiore. Il propulsore è prodotto nello stabilimento di Termoli, insieme a un altro propulsore a quattro cilindri destinato alla Giulia: il 2.0 GME. La produzione in serie avviene invece nello stabilimento di Cassino a Piedimonte San Germano, nel Lazio, dov'è iniziata il 14 marzo 2016: il successivo 19 aprile 2016 è uscito dalla linea di produzione il primo modello.

## Evoluzione

### Model year 2019
Nell'estate 2018 è arrivato il primo aggiornamento sulla Giulia, contrassegno con il model year 2019. I cambiamenti si concentrano principalmente sul lato tecnico, in quanto ci sono stati interventi che hanno interessato le motorizzazioni diesel, aggiornate per soddisfare le normative antinquinamento sulle emissioni Euro 6d, con l'introduzione della tecnologia AdBlue per ridurre gli ossidi di azoto nello scarico. Le versioni da 150 CV e 180 CV hanno ottenuto un incremento di potenza di 10 CV, erogando rispettivamente 160 e 190 CV. Tutti i modelli sono dotati di un sistema di infotainment che comprende di serie la compatibilità con Apple Car Play e Android Auto.

### Model year 2020

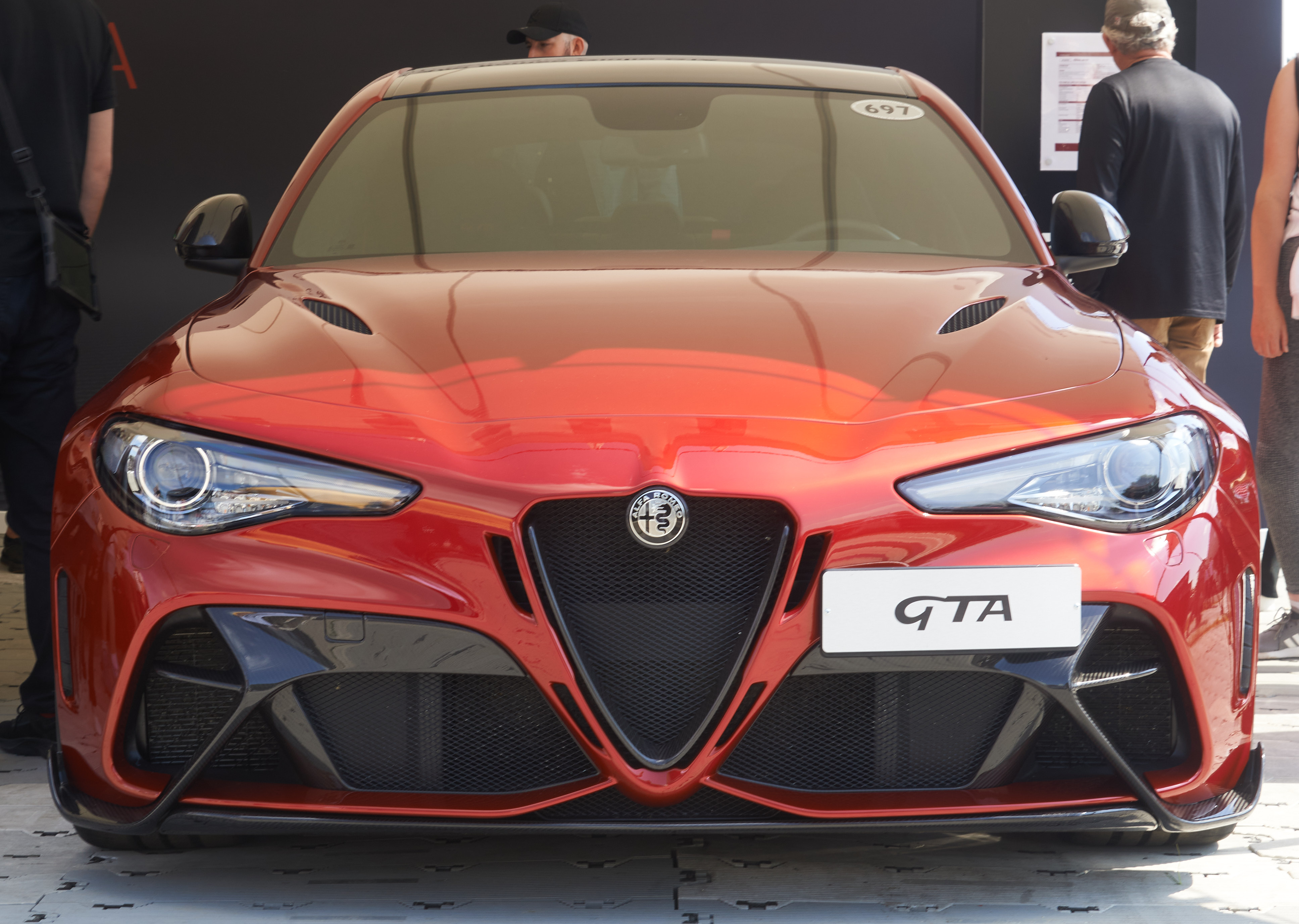
Giulia GTA

Il 19 novembre 2019 viene presentato il model year 2020, dapprima in Cina per poi debuttare al Salone di Los Angeles dello stesso anno. Sebbene l'aspetto esteriore sia rimasto sostanzialmente invariato, ci sono state sostanziali modifiche alle finiture interne e ai materiali nonché nella parte tecnologica, che ne hanno migliorato la qualità percepita, con l'introduzione di nuovo volante, un nuovo tunnel centrale, nuovo display touch screen centrale per il sistema multimediale con nuove funzionalità da 8,8 pollici in luogo del precedente da 6,5, l'integrazione della dotazione con l'arrivo dei sistemi ADAS di livello 2 e l'introduzione degli allestimenti Sprint e Ti. A livello meccanico invece, ci sono stati alcuni piccoli miglioramenti, tra cui il principale ha interessato la geometria delle sospensioni e l'angolo di Ackermann, per ottemperare a un difetto segnalato da alcuni acquirenti in relazione a una eccessiva rumorosità degli pneumatici durante le manovra con lo sterzo a fine corsa.
La variante Quadrifoglio è stata aggiornata successivamente nel corso del 2020, con l'introduzione delle medesime novità e di nuove colorazioni.

### Giulia GTA e GTAm

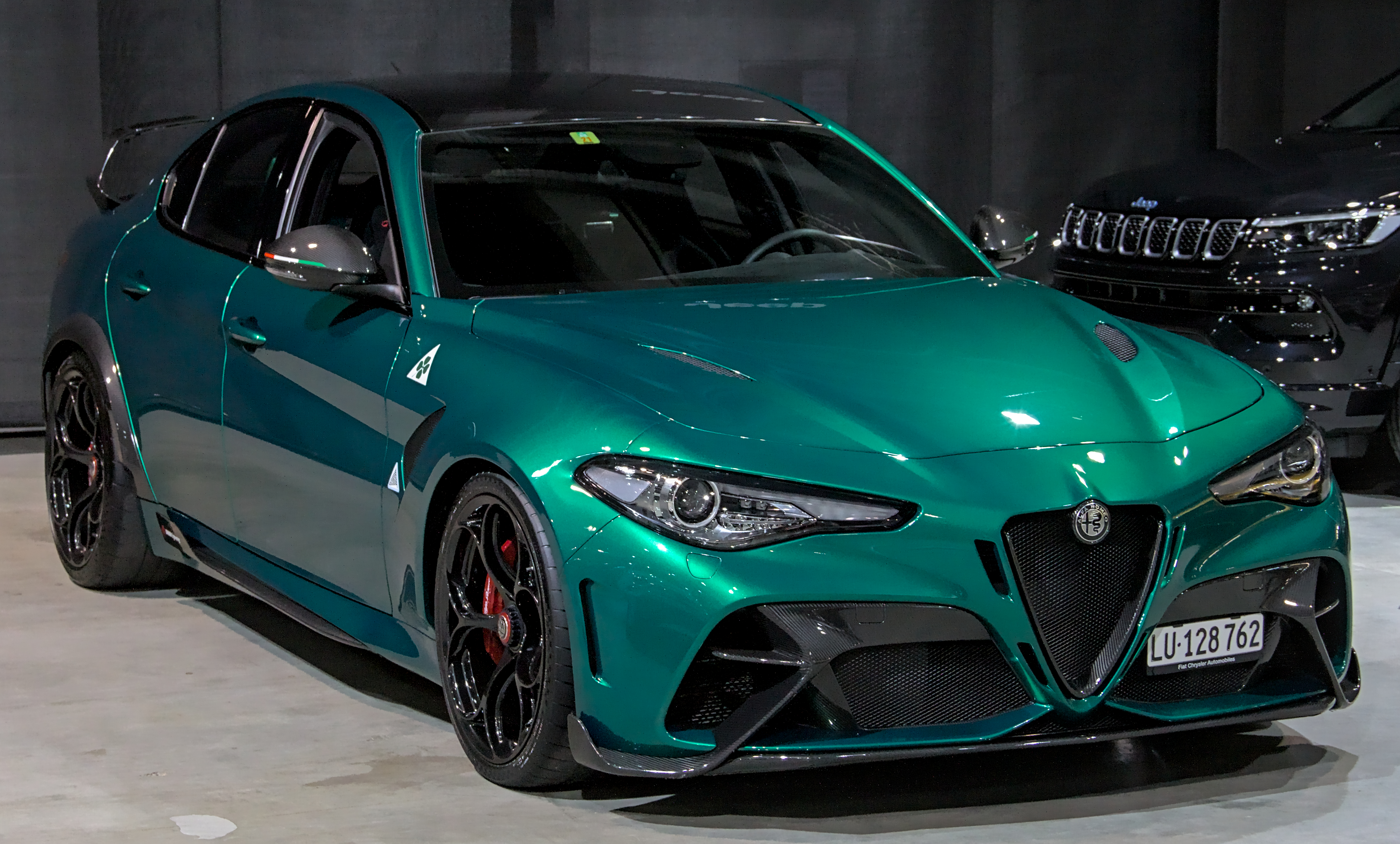
Giulia GTAm

Nel marzo 2020 per celebrare il 110º anniversario del marchio vengono presentate le versioni GTA e GTAm, che riprendono gli acronimi, rispettivamente, di Gran Turismo Alleggerita e Gran Turismo Alleggerita modificata già usati tra il 1965 e il 1975 su versioni specifiche della Giulia GT costruita da Autodelta. Le GTA e GTAm montano lo stesso 2.9 V6 bi-turbo della Quadrifoglio ma con potenza innalzata a 540 CV. Le modifiche al motore hanno interessato il sistema di alimentazione con una maggiore pressione di sovralimentazione dei turbocompressori, un sistema di scarico in titanio Akrapovič con due terminali centrali, nuovi pistoni con un sistema di raffreddamento che utilizza quattro getti d'olio invece che due come sulle Quadrifoglio. A livello meccanico inoltre sono stati apportati profondi cambiamenti all'assetto che risulta oggetto di un generale irrigidimento attraverso nuove molle, ammortizzatori e boccole.
Esteticamente rispetto alla Quadrifoglio ci sono nuovi paraurti anteriori con griglie di raffreddamento più ampie e un inedito fascione posteriore con estrattore dell'aria dal fondo scocca, carreggiate allargate di 50 millimetri, cerchi alleggeriti monodado che calzano pneumatici maggiorati.

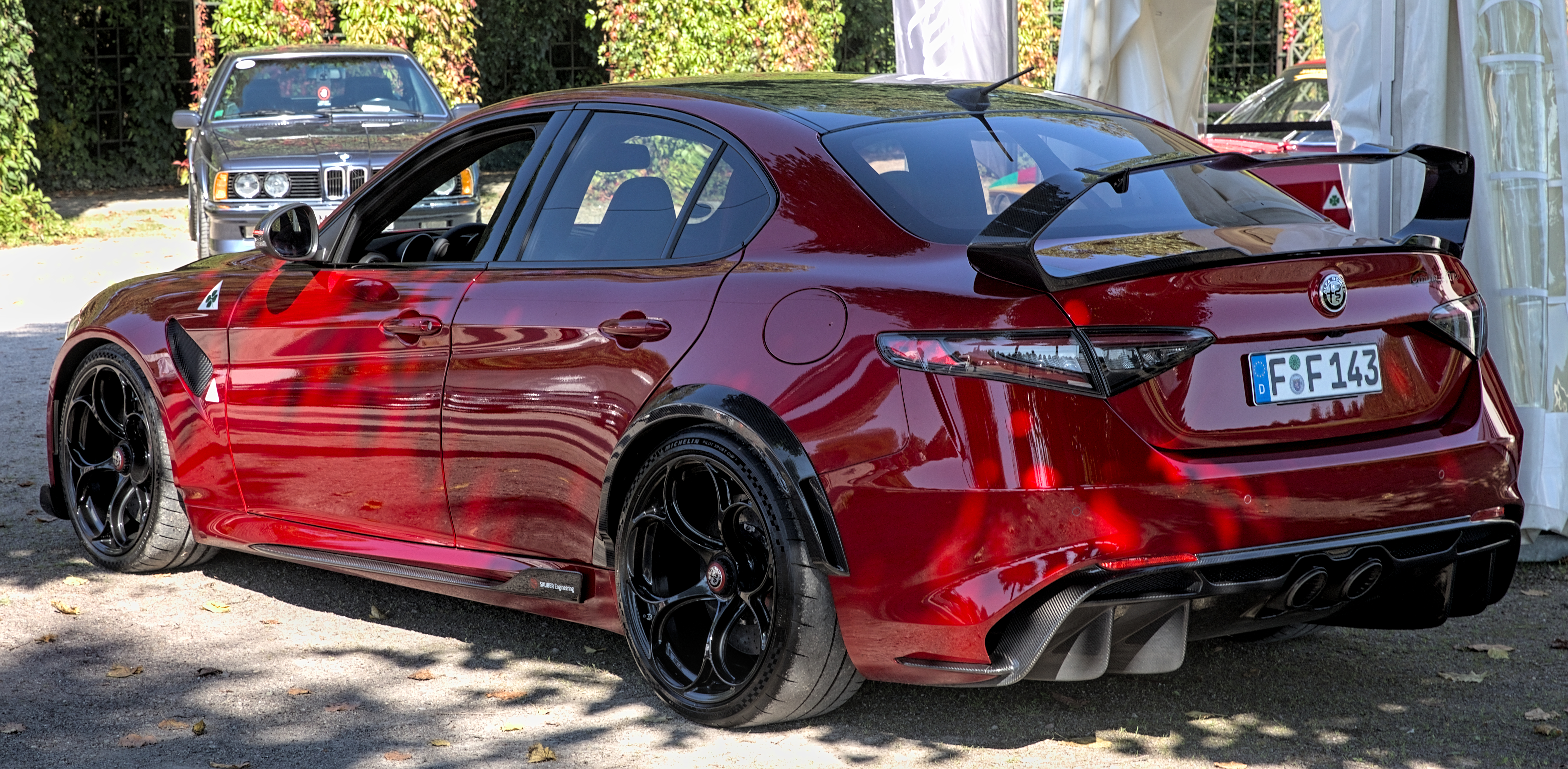
Retro di una Giulia GTAm

La GTAm inoltre si caratterizza per essere improntata più a un uso in pista, avendo i sedili anteriori dotati di cinture da corsa, un rollbar al posto del divano posteriore, una grande ala sul cofano bagagli e finestrini laterali e posteriori in Lexan.
L'adozione estesa di materiali ultraleggeri quali fibra di carbonio, alluminio e compositi hanno permesso alla GTAm di raggiungere un rapporto peso/potenza di 2,82 kg/CV, grazie a una riduzione di peso di 100 kg. Questi accorgimenti hanno fatto sì che i tempi di accelerazione nello 0–100 km/h calassero da 3,9 a 3,6 secondi.
Di queste versioni sono state prodotte tra il 2020 e il 2021 solo 500 esemplari ciascuna.

### Restyling 2022

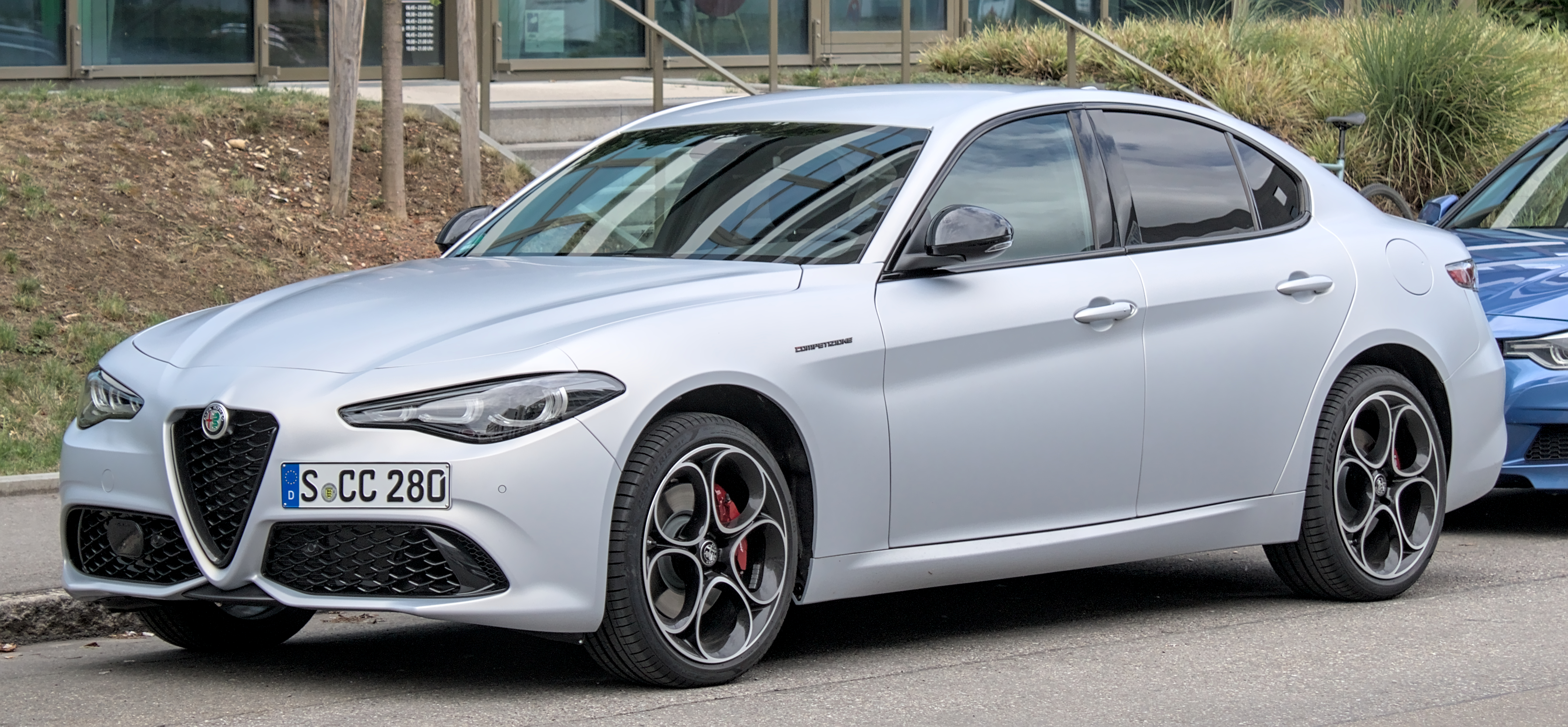
Giulia Competizione restyling

A fine ottobre 2022 viene sottoposta a un leggero restyling, insieme con la Stelvio.
La principale novità sono gli inediti fari full LED Matrix che, costituiti da tre elementi semicircolari dotati di luci diurne nella forma richiamano quelli della Tonale e si ispirano nel design a quelli dell'Alfa Romeo 159. All'interno esordisce un nuovo cruscotto dotato di quadro strumenti digitale ripreso dalla Tonale, costituito da un display da 12,3 pollici a cannocchiale che può essere configurato con tre diversi layout. Sempre da quest'ultima poi, vengono condivisi gli aggiornamenti over-the-air del sistema software di bordo della vettura e lo storico digitale delle manutenzioni con tecnologia NFT.
La versione Quadrifoglio, aggiornata più tardi nel corso del 2023 rispetto alle altre, guadagna 10 cavalli toccando quota 520 CV e un differenziale autobloccante meccanico ripreso dalla vecchia Giulia GTAm che sostituisce quello a controllo elettronico; il peso aumenta a 1660 kg.

## Motorizzazioni per il mercato europeo
| Giulia 2.2 diesel 136 CV MT6                          | dal 05/2016  | 2.2 Diesel 136 CV        | 2143 | 100 kW (136 CV) a 4000 giri/min | 380 N·m (38,7 kgm-CE) a 1500 giri/min          | 109 | 9,7 | 210 | 23,8 | 1374 |
| Giulia 2.2 diesel 150 CV MT6                          | dal 05/2016  | 2.2 Diesel 150 CV        | 2143 | 110 kW (150 CV) a 4000 giri/min | 380 N·m (38,7 kgm-CE) a 1500 giri/min          | 109 | 8,4 | 220 | 23,8 | 1374 |
| Giulia 2.2 diesel 150 CV AT8                          | dal 05/2016  | 2.2 Diesel 150 CV        | 2143 | 110 kW (150 CV) a 4000 giri/min | 450 N·m (45,9 kgm-CE) a 1750 giri/min          | 109 | 8,2 | 220 | 23,8 | 1445 |
| Giulia 2.2 diesel 180 CV MT6                          | dal 05/2016  | 2.2 Diesel 180 CV        | 2143 | 132 kW (180 CV) a 3750 giri/min | 380 N·m (38,7 kgm-CE) a 1500 giri/min          | 109 | 7,2 | 230 | 23,8 | 1374 |
| Giulia 2.2 diesel 180 CV AT8                          | dal 05/2016  | 2.2 Diesel 180 CV        | 2143 | 132 kW (180 CV) a 3750 giri/min | 450 N·m (45,9 kgm-CE) a 1750 giri/min          | 109 | 7.1 | 230 | 23,8 | 1445 |
| Giulia 2.2 diesel 180 CV AE (Advanced Efficiency) AT8 | dal 09/2016  | 2.2 Diesel 180 CV        | 2143 | 132 kW (180 CV) a 3750 giri/min | 450 N·m (45,9 kgm-CE) a 1750 giri/min          | 99  | 7.2 | 230 | 26,3 | 1465 |
| Giulia 2.2 diesel 180 CV AT8 Q4                       | dal 04/2017  | 2.2 Diesel 180 CV        | 2143 | 132 kW (180 CV) a 3750 giri/min | 450 N·m (45,9 kgm-CE) a 1750 giri/min          | 122 | 6.9 | 230 | 21,3 | 1535 |
| Giulia Veloce 2.2 diesel 210 CV Q4                    | dal 09/2016  | 2.2 Diesel 210 CV        | 2143 | 155 kW (210 CV) a 3750 giri/min | 470 N·m (47,9 kgm-CE) a 1750 giri/min          | 122 | 6,4 | 235 | 21,3 | 1535 |
| Motori benzina                                        |              |                          |      |                                 |                                                |     |     |     |      |      |
| Giulia 2.0 benzina 200 CV AT8                         | dal 07/2016  | 2.0 Turbo Benzina 200 CV | 1995 | 147 kW (200 CV) a 5000 giri/min | 330 N·m (33,6 kgm-CE) a 1750 giri/min          | 138 | 6,6 | 235 | 16,9 | 1429 |
| Giulia Veloce 2.0 benzina 280 CV Q4                   | dall'11/2016 | 2.0 Turbo Benzina 280 CV | 1995 | 206 kW (280 CV) a 5250 giri/min | 400 N·m (40,8 kgm-CE) tra 2250 e 4500 giri/min | 152 | 5,5 | 240 | 15,6 | 1530 |
| Giulia Quadrifoglio MT6                               | dal 04/2016  | 2.9 V6 Bi Turbo 510 CV   | 2891 | 375 kW (510 CV) a 6500 giri/min | 600 N·m (61,2 kgm-CE) tra 2500 e 5500 giri/min | 198 | 3,9 | 307 | 11,7 | 1580 |
| Giulia Quadrifoglio AT8                               | dal 09/2016  | 2.9 V6 Bi Turbo 510 CV   | 2891 | 375 kW (510 CV) a 6500 giri/min | 600 N·m (61,2 kgm-CE) tra 2500 e 5500 giri/min | 189 | 3,9 | 307 | 12,2 | 1620 |

### Model Year 2020
| Modello                | Disponibilità | N. cilindri, disposiz. | Cilindrata (cm³) | Potenza max: kW (CV) @ rpm                 | Coppia max: Nm @ rpm | 0–100 km/h (s) | Velocità max (km/h)  | Cambio                                             | Trazione      | Standard emissioni  | Consumo combinato (l/100 km) | Emissioni CO2 (g/km) | Peso (kg)              |
| Motori Diesel          | Motori Diesel | Motori Diesel          | Motori Diesel    | Motori Diesel                              | Motori Diesel        | Motori Diesel  | Motori Diesel        | Motori Diesel                                      | Motori Diesel | Motori Diesel       | Motori Diesel                | Motori Diesel        | Motori Diesel          |
| ---------------------- | ------------- | ---------------------- | ---------------- | ------------------------------------------ | -------------------- | -------------- | -------------------- | -------------------------------------------------- | ------------- | ------------------- | ---------------------------- | -------------------- | ---------------------- |
| 2.2 JTDm 136 CV AT8    | da 01/2020    | 4, in linea            | 2143             | 100 kW (136 CV) @ 3250                     | 450 Nm @ 1750        | 9,5            | 210                  | ZF automatico a convertitore di coppia, 8 rapporti | RWD           | Euro 6d-TEMP)       | 4,8                          | 127                  | 1429                   |
| 2.2 JTDm 160 CV AT8    | da 01/2020    | 4, in linea            | 2143             | 118 kW (160 CV) @ 3250                     | 450 Nm @ 1750        | 8,2            | 220                  | ZF automatico a convertitore di coppia, 8 rapporti | RWD           | Euro 6d-TEMP)       | 4,8                          | 127                  | 1429                   |
| 2.2 JTDm 190 CV AT8    | da 01/2020    | 4, in linea            | 2143             | 140 kW (190 CV) @ 3500                     | 450 Nm @ 1750        | 7,1            | 230                  | ZF automatico a convertitore di coppia, 8 rapporti | RWD           | Euro 6d-TEMP)       | 4,8                          | 127                  | 1429                   |
| 2.2 JTDm 210 CV AT8 Q4 | da 01/2020    | 4, in linea            | 2143             | 154 kW (210 CV) @ 3500                     | 470 Nm @ 1750        | 6,8            | 235                  | ZF automatico a convertitore di coppia, 8 rapporti | AWD           | Euro 6d-TEMP)       | 5,2                          | 137                  | 1429                   |
| Motori benzina         |               |                        |                  |                                            |                      |                |                      |                                                    |               |                     |                              |                      |                        |
| 2.0 GME 200 CV AT8     | da 01/2020    | 4, in linea            | 1995             | 148 kW (200 CV) @ 5000                     | 330 Nm @ 1750        | 6,6            | 235                  | ZF automatico a convertitore di coppia, 8 rapporti | RWD           | Euro 6d-TEMP        | 6,4                          | 144                  | 1429                   |
| 2.0 GME 250 CV AT8     | da 05/2020    | 4, in linea            | 1995             | 184 kW (250 CV) @ 5250                     | 400 Nm @ 2250        | 6,0            | 240                  | ZF automatico a convertitore di coppia, 8 rapporti | RWD           | Euro 6d-TEMP        | 6,4                          | 144                  |                        |
| 2.0 GME 280 CV AT8     | da 05/2020    | 4, in linea            | 1995             | 206 kW (280 CV) @ 5250                     | 400 Nm @ 2250        | 5,7            | 240                  | ZF automatico a convertitore di coppia, 8 rapporti | RWD           | Euro 6d-TEMP        | 6,4                          | 144                  |                        |
| 2.0 GME 280 CV AT8 Q4  | da 01/2020    | 4, in linea            | 1995             | 206 kW (280 CV) @ 5250                     | 400 Nm @ 2250        | 5,2            | 240                  | ZF automatico a convertitore di coppia, 8 rapporti | AWD           | Euro 6d-TEMP        | 6,9                          | 156                  | 1429                   |
| 2.9 V6 biturbo 510 CV  | da 05/2020    | V6                     | 2891             | 375 kW [(510 CV), 520 cv, dal 2022] @ 6500 | 600 Nm @ 2500-5000   | 3,9            | 307                  | ZF automatico a convertitore di coppia, 8 rapporti | RWD           | Euro 6d-TEMP        | 9,1                          | 206                  | 1620                   |
| GTA/GTAm               | da 06/2021    | V6                     | 2891             | 397 kW (540 CV) @ 6500                     | 600 Nm @ 2500-5000   | 3,6            | 307 (GTA) 315 (GTAm) | ZF automatico a convertitore di coppia, 8 rapporti | RWD           | Euro 6d-TEMP (NEDC) | 10,8 (WLTP)                  | 244 (WLTP)           | 1560 (GTA) 1520 (GTAm) |

## Versioni speciali

### Giulia Quadrifoglio NRing Edition

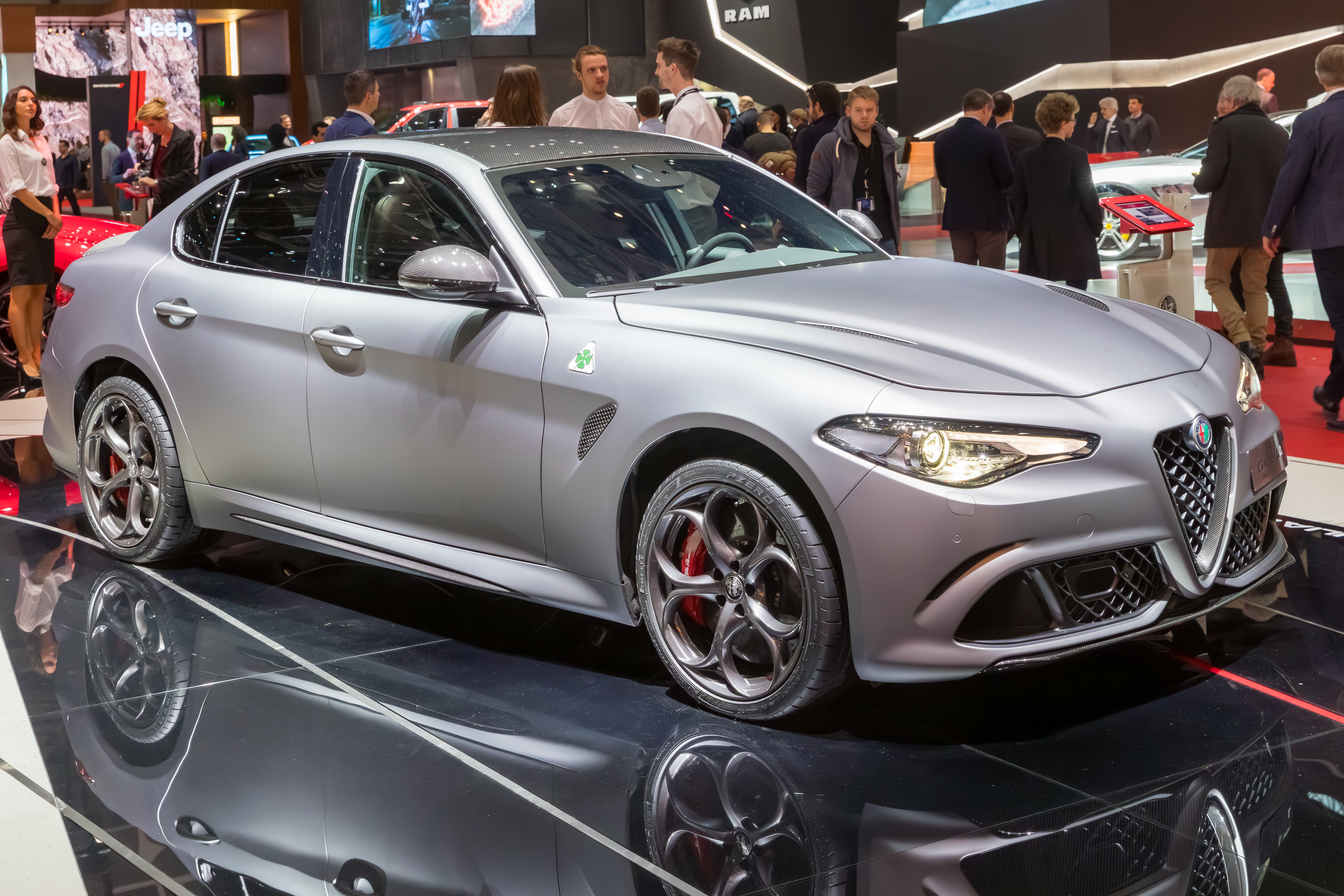
Una Giulia NRing al Salone di Ginevra 2018

Presentata nel 2018 al Salone di Ginevra e realizzata in una serie limitata di 108 esemplari (quanti gli anni della casa milanese al momento della messa in produzione), la Giulia Quadrifoglio NRing Edition monta il motore della versione Quadrifoglio, e si contraddistingue per una livrea "Grigio Circuito" più varie parti della carrozzeria in fibra di carbonio. Il nome deriva dal Nürburgring Nordschleife, tracciato dove la Quadrifoglio ha stabilito il record sul giro di 7:32 per la sua categoria.

### Giulia Quadrifoglio Racing Edition

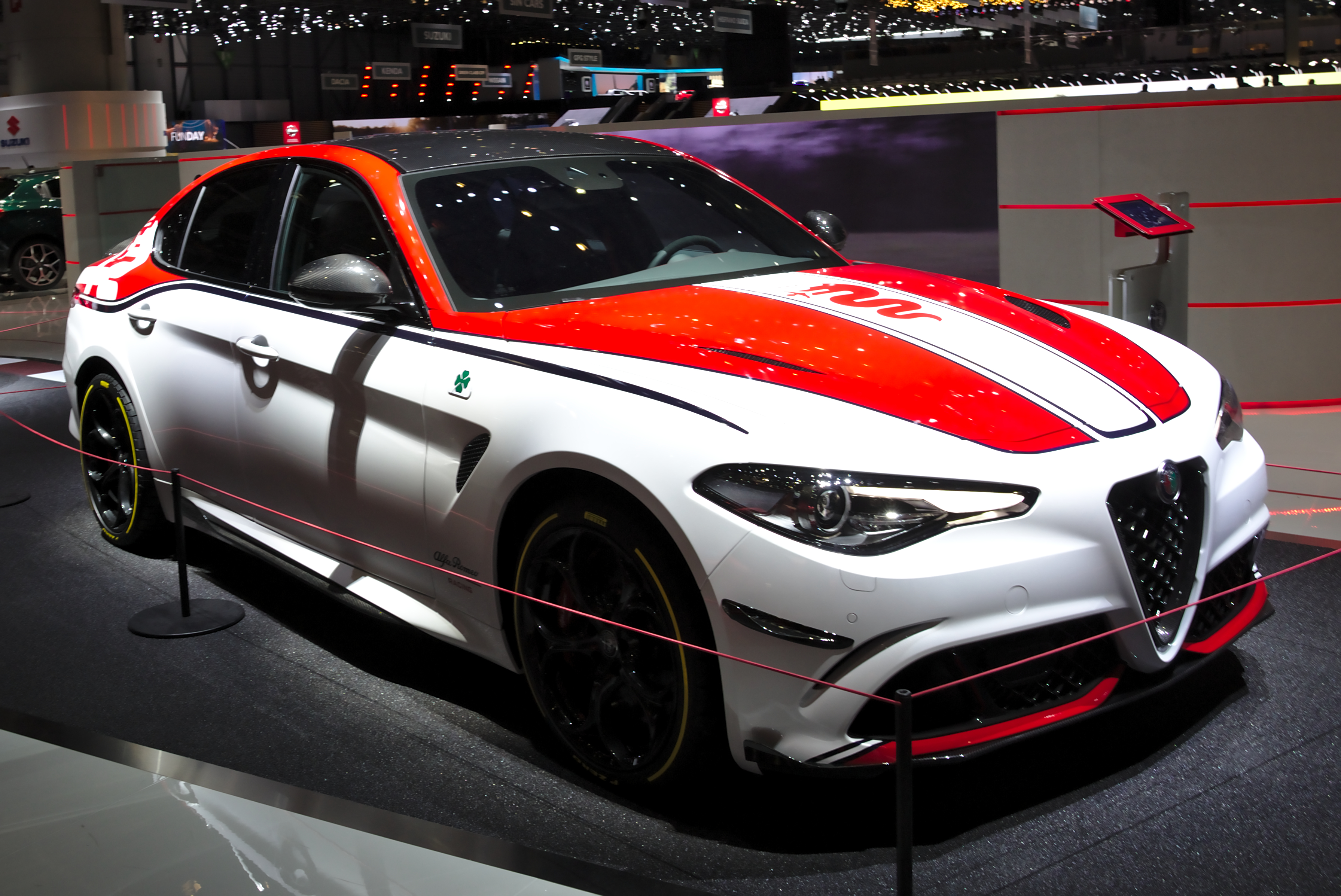
Una Giulia Quadrifoglio Racing Edition, contraddistinta dalla livrea corsaiola, al Salone di Ginevra 2019

Al Salone di Ginevra del 2019 è stata presentata la Racing Edition della Giulia, per celebrare il ritorno del marchio Alfa Romeo in Formula 1. Prodotta in 10 esemplari, presenta una livrea rossa e bianca che riprende quella della monoposto Alfa Romeo C38, come con gli interni, più sportivi: ci sono, infatti, sedili con cuciture rosse e guscio in carbonio, oltre a un volante composto da pelle, Alcantara e fibra di carbonio.
Quanto alla tecnica, presenta delle modifiche all'aerodinamica, sviluppate in collaborazione con la Sauber, il cui nome si può trovare sulle minigonne. Si trovano anche diverse parti in fibra di carbonio, come il tetto, lo spoiler posteriore, o le alette situate a fianco dei fari anteriori, portando a una riduzione del peso di circa 28 kg. Il motore è lo stesso della Giulia QV, ma con delle modifiche che ne aumentano la potenza di 10 CV (per un totale di 520 CV), insieme a quattro scarichi in titanio Akrapovič.

### Giulia SWB Zagato
Nel 2021 nasce un esemplare unico realizzato dalla Zagato per festeggiare i 100 anni di collaborazione con Alfa Romeo. Tale vettura, denominata Giulia SWB Zagato è una coupé derivata da una Giulia Quadrifoglio (con cambio manuale) di proprietà di un collezionista privato, committente del progetto stesso. La Giulia è stata completamente ridisegnata negli esterni e in alcuni dettagli degli interni; il passo è stato accorciato (da qui il nome SWB "Short WheelBase", cioè "passo corto") ed è dotata di una carrozzeria a due porte interamente in fibra di carbonio. La Giulia SWB Zagato è motorizzata con il V6 bi-turbo da 540cv della Giulia GTAm. Zagato ha definito la Giulia SWB come «erede spirituale» dell'Alfa Romeo SZ.

## La Giulia e le forze dell'ordine

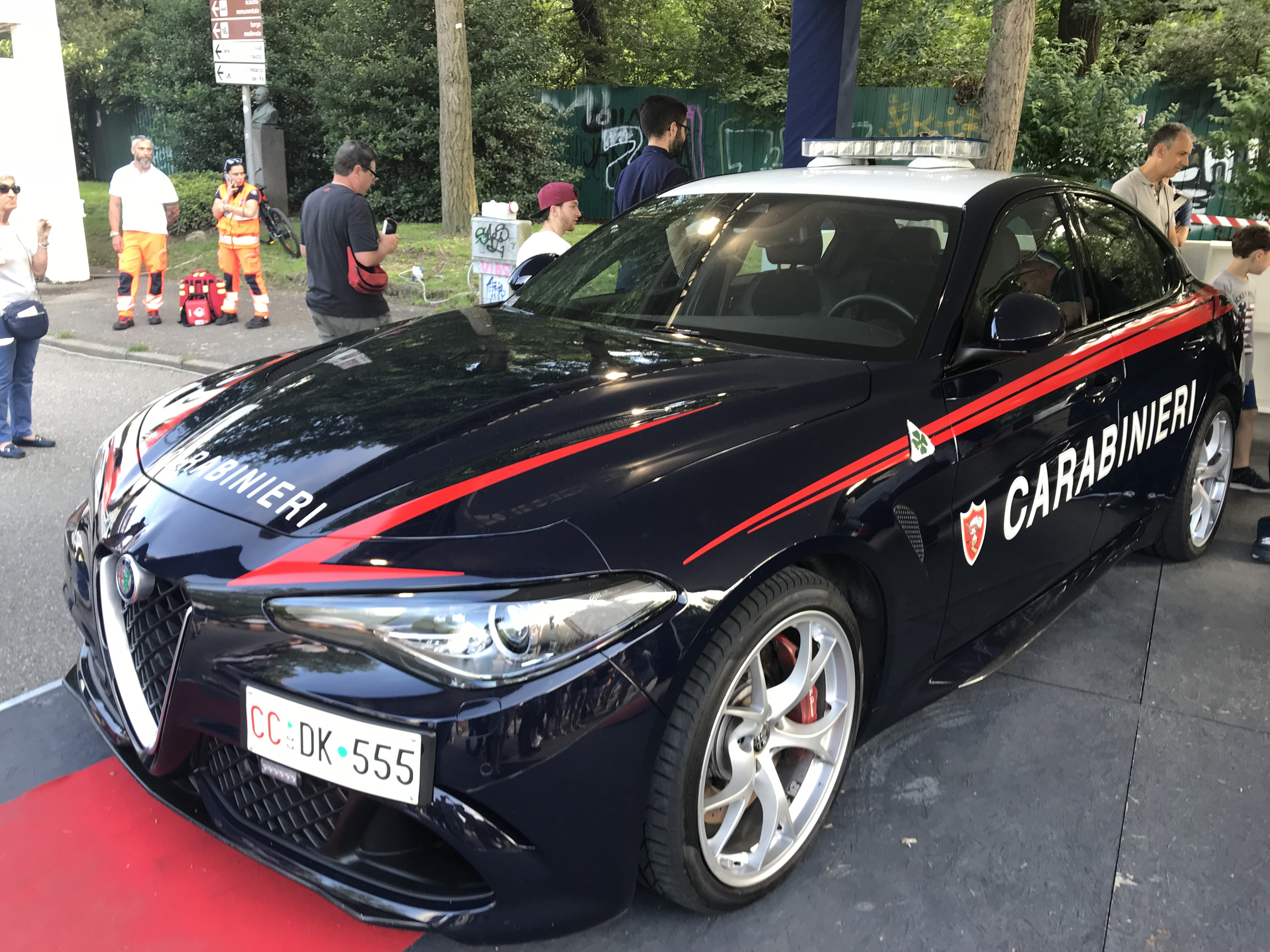
La Giulia in dotazione ai Carabinieri di Milano, esposta nel 2018 al parco Valentino di Torino

In dotazione alle forze dell'ordine sono stati allestiti due esemplari dell'Alfa Romeo Giulia Quadrifoglio, destinati all'Arma dei Carabinieri, uno in servizio a Roma mentre l'altro a Milano. Al loro interno sono dotati di defibrillatore, unità portatili di raffreddamento, predisposizione radio, sistema Odino, dispositivi supplementari di emergenza, porta arma lunga e torce a LED ricaricabili. Dopo la consegna le due Quadrifoglio hanno preso parte a un corso di guida sicura in pista con istruttori Alfa Romeo, a cui vi hanno partecipato un ristretto numero di militari. Attualmente le due Giulia sono utilizzate principalmente nei servizi di scorta e di trasporto organi.
Inoltre, nel dicembre 2016 sono state destinate al corpo della Polizia di Stato in comodato d'uso dalla FCA due esemplari della Giulia in versione Veloce Q4, dotate del motore da 2.0 litri benzina turbo da 280 CV, che sono utilizzate per i servizi di scorta e di rappresentanza.
Nel maggio 2021 sono state consegnate le prime 1770 Giulia destinate al nucleo operativo radiomobile dell'Arma, mentre l'anno successivo è la squadra volante della Polizia di Stato a introdurle nella propria flotta.

## Riconoscimenti
Il 6 marzo 2017, al Salone dell'automobile di Ginevra, la Giulia è arrivata seconda al concorso Auto dell'anno 2017 con 296 punti, dietro solo alla Peugeot 3008, che ha totalizzato 319 punti.
- 2016 - Auto Europa 2017[66]
- 2016 - Auto dell'anno e Auto del 2016 dalla rivista inglese Top Gear - Alfa Romeo Giulia Quadrifoglio[67]
- 2016 - L'auto più bella al concorso "Volante d'oro"[68]
- 2018 - Auto dell'anno dal periodico statunitense Motor Trend[69]
- 2018 - XXV Premio Compasso d'oro